# 선암여고 탐정단 (드라마)
《선암여고 탐정단》은 JTBC에서 2014년 12월 16일부터 2015년 3월 18일까지 방송했던 JTBC 수요 드라마로 박하익 소설가의 동명 소설을 원작으로 했다.

## 기획 의도
5명의 여고생들이 벌이는 좌충우돌 탐정놀이를 그린 드라마

## 등장 인물

### 주요 인물
- 진지희 : 안채율(17세) 역 - 선암여고 1학년 3반 전학생
- 강민아 : 윤미도(17세) 역 - 선암여고 1학년 2반, 탐정단의 리더
- 이혜리 : 이예희(17세) 역 - 선암여고 1학년 2반, 자칭 탐정단의 배우
- 이민지 : 김하재(17세) 역 - 선암여고 1학년 2반, 탐정단의 수사대장
- 스테파니 리 : 최성윤(17세) 역 - 선암여고 1학년 2반, 탐정단의 행동대장

### 안채율의 주변 인물
- 한예준 : 하라온(20세) 역 - 천재 사진 작가
- 이승연 : 오유진 역 - 채율의 어머니
- 장기용 : 안채준(17세) 역 - 채율의 오빠, 수학 천재
- 최덕문 : 안홍민 역 - 채율의 아버지

### 선암여고 선생님들
- 김민준 : 하연준 역 - 선암여고 문학 교사, 현 이사장 대리
- 황석정 : 이여주 역 - 선암여고 교장
- 김성윤 : 정동수 역 - 선암여고 계약직 체육교사, 1학년 3반 담임, 1인 다역
- 김혜나 : 신장미 역 - 선암여고 수학 교사, 1학년 2반 담임, 1인 다역

### 에피소드별 인물

#### 무는 남자 (1~2회)
- 이정환 : 무는 남자 역
- 김정균 : 미도의 아버지 역

#### 왕따 사건 (3~4회)
- 조시윤 : 오해니 역 (17세, 고1)
- 한지안 : 남효조 역 (17세, 고1)
- 혜이니 : 홍단이 역 (18세, 고2)

#### 하라온 총격 사건 (5~6회)
- 배영준 : 하라온 매니저역
- 백봉기 : 경장현 역
- 기욤 패트리 : 카메오 역
- 장성규 : 앵커 역

#### 핑크토끼 (7~8회)
- 정연주 : 박세유 역 (18세, 고2)
- 이재균 : 최창현 역 (18세, 고2)
- 김영선 : 고미자 역
- 이병욱 : 한인수 역

#### 맛나당 (9~10회)
- 김영준 : 정진혁 역
- 천영민 : 조아라 역 (17세, 고1)
- 김병춘 : 아라의 아버지 역

#### 국화단 (11~12회)
- 김소혜 : 한수연 역 (18세, 고2)
- 강성아 : 박은빈 역 (18세, 고2)
- 한서진 : 황혜라 역 (18세, 고2)

#### 악마의 대본 (13~14회)
- 이주우 : 최미래 역
- 최주리 : 심윤경 역 (23세)

## 시청률
| 회차   | 방송일    | AGB 시청률 (전국) |
| 2014년 | 2014년    | 2014년            |
| ------ | --------- | ----------------- |
| 제1회  | 12월 16일 | 1.432%            |
| 제2회  | 12월 23일 | 0.914%            |
| 제3회  | 12월 30일 | 0.529%            |
| 2015년 |           |                   |
| 제4회  | 1월 6일   | 0.831%            |
| 제5회  | 1월 13일  | 0.794%            |
| 제6회  | 1월 20일  | 0.858%            |
| 제7회  | 1월 27일  | 0.856%            |
| 제8회  | 2월 4일   | 0.995%            |
| 제9회  | 2월 11일  | 0.886%            |
| 제10회 | 2월 18일  | 0.525%            |
| 제11회 | 2월 25일  | 0.826%            |
| 제12회 | 3월 4일   | 0.673%            |
| 제13회 | 3월 11일  | 0.883%            |
| 제14회 | 3월 18일  | 0.881%            |

## 참고 사항
- 이 드라마는 경기도 의왕시 청계동 덕장중학교에서 촬영했다.
- 2015년 2월 4일 8회부터는 매주 화요일에서 수요일로 편성 변경됐으며[2] 회차 역시 16부작에서 14부작으로 조기 종영됐다.[3]

## 논란
- 레즈비언 간의 키스신
  - 11 ~ 12회에 걸친 동성애 묘사(포옹, 키스)가 방송의 품위 유지와 어린이와 청소년의 정서 함양을 어겼다는 이유로 방심위의 경고 처분을 받았다.[4]
  - 이에 인권 단체에서는 심위 과정에서 혐오 발언을 한 방심위 위원들의 징계와 성소수자 차별적인 심의의 재발 방지를 요구했다.[4]